# Festival du cinéma américain de Deauville 1989
Le Festival du cinéma américain de Deauville 1989, la 15e édition du festival, s'est déroulé du 1er au 10 septembre 1989.

## Inédits
- Signs of Life de John David Coles
- Torch Song Trilogy de Paul Bogart
- Let's Get Lost de Bruce Weber
- Quand Harry rencontre Sally de Rob Reiner
- Rooftops de Robert Wise
- Fatal Games de Michael Lehmann
- Kill-off de Maggie Greenwald
- Breaking In de Bill Forsyth
- Sons d'Alexandre Rockwell
- Week-end chez Bernie de Ted Kotcheff
- Misplaced de Louis Yansen
- True Love de Nancy Savoca
- Voyageurs sans bagages de Neil Hollander

## Sélections

### Premières - hors compétition
- Indiana Jones et la Dernière Croisade (Indiana Jones and the Last Crusade) – Steven Spielberg

### Hommages
- Ben Gazzara
- Lauren Bacall
- Robert Mitchum
- George Roy Hill
- Kim Novak

## Palmarès
- Prix de la critique internationale : Signs of Life de John David Coles
- Prix du public : Torch Song Trilogy de Paul Bogart
- Coup de cœur LTC : Signs of Life de John David Coles